# Домінго Кайседо
Домінго де Кайседо-і-Санс де Сантамарія (ісп. Domingo de Caycedo y Sanz de Santamaría; 4 серпня 1783 — 1 липня 1843) — південноамериканський військовик і державний діяч, неодноразово виконував обов'язки президента спочатку Великої Колумбії, потім — республіки Нова Гранада.

## Біографія
Народився 1783 року в Санта-Фе-де-Боготі. Здобув юридичну освіту в коледжі Нуестра-Сеньйора-дель-Розаріо. 1809 року поїхав до Іспанії, де в лавах королівської армії брав участь у війні проти Наполеона, а також був секретарем Кортесів. Довідавшись про революційні події на батьківщині, повернувся до Нової Гранади, де долучився до Антоніо Наріньйо. В званні капітана воював проти федералістів. 1813 року отримав звання полковника. Після повернення Нової Гранади під владу іспанців був засуджений до смертної кари, та завдяки допомозі родичів і хабарам зміг звільнитись.
Після того, як 1819 року Нову Гранаду було звільнено Сімоном Боліваром, Кайседо отримав пост губернатора провінції Нейва. Від 1823 до 1827 року він був делегатом Національного Конгресу, потім знову очолив провінцію Нейва. Після участі в придушенні змови проти Болівара Кайседо 1829 року обійняв посаду міністра внутрішніх справ, а 1830 — міністра зовнішніх відносин.
1 квітня 1830 року президент Великої Колумбії Сімон Болівар залишив Боготу, щоб пройти лікування, а потім оголосив про вихід у відставку. 4 травня Конгрес вирішив, що новим президентом країни стане Хоакін Москера, а поки він не прибув до Боготи, його обов'язки буде виконувати Кайседо, якого було обрано на пост віцепрезидента.
2 серпня Домінго Кайседо знову виконував обов'язки президента через хворобу Москери. В той час у Боготі розміщувались два батальйони військ: з венесуельців, лояльний до Болівара, та з колумбійців, лояльний до Сантандера. Кайседо наказав передислокувати венесуельський батальйон до міста Тунхи, що спричинило заворушення серед венесуельців Боготи. В сутичці, що відбулась невдовзі, батальйон венесуельців розбив батальйон колумбійців, і президент Москера з віцепрезидентом Кайседо залишили столицю. 5 вересня 1830 року один з соратників Болівара — генерал Рафаель Урданета — проголосив себе новим головою держави.
Однак генерали-колумбійці відмовили Урданеті в підтримці й почали бойові дії проти нього. Генерали Хосе Марія Обандо та Хосе Іларіо Лопес взяли під контроль південь країни, а генерал Сальвадор Кордова — північ. 14 квітня 1831 року вони проголосили Кайседо законним в. о. президента, й зажадали від Урданети початку мирних перемовин. Урданета погодився, й 28 квітня обидві сторони підписали в Апуло угоду, відповідно до якої Урданета повернув владу Кайседо.
У зв'язку з фактичним розпадом країни 15 листопада 1831 року було скликано Конституційну Асамблею. Кайседо хотів одразу скласти перед нею повноваження, втім його вмовили трохи зачекати, і від 23 листопада 1831 року Асамблея встановила владу тимчасового уряду й обрала віцепрезидентом генерала Обандо (в зв'язку з відсутністю президента він фактично став в. о. президента).
Після розпаду Великої Колумбії Кайседо залишився жити в Республіці Нова Гранада й 1832 року очолив міністерство фінансів в уряді Сантандера. 1833 року його було обрано до лав Сенату від Боготи. 1836 року Кайседо втретє зайняв пост губернатора провінції Нейва, а 1840 року став віцепрезидентом. Обіймав ту посаду при президентах Маркесі та Еррані.